# 黑狸藻
黑狸藻（学名：Utricularia nigrescens）为狸藻屬陆生食虫植物。其种加词“nigrescens”来源于拉丁文“nigresco”，意为“暗色的，黑色的”，指其干燥状态下的黑色外表。黑狸藻为巴西的特有种。

## 外部連結
- 食虫植物照片搜寻引擎中黑狸藻的照片（页面存档备份，存于）

 维基共享资源上的相關多媒體資源：黑狸藻
 維基物種上的相關：黑狸藻